# René Schwall
René Schwall (* 28. Januar 1971 in Kiel) ist ein ehemaliger deutscher Regattasegler, der bei den Olympischen Sommerspielen 2000 in Sydney eine olympische Bronzemedaille in der Bootsklasse Tornado gewann.

## Leben
Der für den Kieler Yacht-Club antretende René Schwall begann seine Seglerkarriere gemeinsam mit seinem Bruder Oliver. Die Brüder gewannen 1991 die Bronzemedaille bei den Weltmeisterschaften in der Bootsklasse Tornado. 1992 erhielten die beiden Silber hinter den Australiern Mitch Booth und John Forbes, 1993 gewannen sie den Titel vor den Australiern. 1994 erhielten die Brüder die Bronzemedaille bei den Europameisterschaften, Gold gewannen die Hamburger Roland Gäbler und Frank Parlow.
Ab 1997 segelte René Schwall als Vorschotmann mit Roland Gäbler. Die beiden gewannen in den Jahren 1997 bis 1999 dreimal den Deutschen Meistertitel. Von 1998 bis 2000 siegten sie dreimal in Folge bei Europameisterschaften. Bei Weltmeisterschaften erhielten sie 1997 Gold, 1998 Silber hinter den Australiern Darren Bundock und John Forbes und 1999 Bronze hinter den österreichischen Booten von Roman Hagara/Hans-Peter Steinacher und Andreas Hagara/Wolfgang Moser. 2000 gewannen Gäbler und Schwall ihren zweiten gemeinsamen Weltmeistertitel. Bei der olympischen Regatta 2000 siegten Roman Hagara und Hans-Peter Steinacher überlegen mit 16 Punkten vor den Australiern Bundock und Forbes mit 25 Punkten, Gäbler und Schwall erhielten mit 38 Punkten die Bronzemedaille, wofür sie 2001 vom Bundespräsidenten Johannes Rau mit dem Silbernen Lorbeerblatt belohnt wurden.
René Schwall ist promovierter Mediziner mit eigener Praxis in Altenholz.